# 복흥면
복흥면(福興面)은 대한민국 전북특별자치도 순창군의 면이다.

## 행정 구역
- 금월리
- 농암리
- 답동리
- 대방리
- 동산리
- 반월리
- 봉덕리
- 산정리
- 상송리
- 서마리
- 석보리
- 어은리
- 정산리
- 주평리
- 지선산리
- 하리
- 화양리

## 특산물
- 오디
- 복분자
- 완두콩
- 고로쇠 약수